# Saulius Sondeckis
Saulius Sondeckis, né le 11 octobre 1928 à Šiauliai et mort le 3 février 2016 à Vilnius, est un violoniste, chef d'orchestre et professeur lituanien .

## Biographie
Élève d'Aleksandras Livontas (lt), Saulius Sondeckis est diplômé du Conservatoire de Lituanie en 1952. Il entame une carrière de violoniste et altiste. En 1957-1960, il poursuit ses études en formation continue au Conservatoire Tchaïkovski de Moscou. En 1963, il effectue un stage de six mois auprès d'Igor Markevitch en France.
De 1952 à 1959, il enseigne le violon au Conservatoire de Vilnius Juozas Tallat-Kelpša (lt) dont il devient Chef du Département des instruments à cordes en 1959-1987 et où il occupe une chaire de professeur depuis 1977. Parallèlement depuis 1955, il donne des cours à l'École des Arts Mikalojus Čiurlionis, il y dirige également un orchestre à cordes. En 1964, jouant avec son orchestre au festival de Bucarest il est le premier chef d'orchestre lituanien à effectuer une tournée en tête de sa propre équipe. En 1976, ils remportent la médaille d'or au concours international de la Fondation Herbert von Karajan à Berlin-Ouest.
Fondateur et chef de l'Orchestre de Chambre de Lituanie (1960-2004) il l'emmène à la Biennale de Berlin VI de la musique contemporaine en 1977, où ils reçoivent le prix de la critique pour la meilleure interprétation. Il fonde également en 1989, l'Orchestre St.Petersburg Camerata de Leningrad devenu plus tard Orchestre de l'Hermitage.
Il est l'un des fondateurs du programme L'Hermitage Music Academy et le président de la fondation l'Académie de musique Hermitage (1997, Saint-Pétersbourg).
Depuis 2004, il est le principal chef invité de l'orchestre Les Virtuoses de Moscou. En 2005, chef de l'orchestre de chambre Baltique lituanienne.
Depuis 2004, il est membre de l'Union des sociaux-démocrates de Lituanie. En 2010, son nom est donné à l'école des art de Šiauliai.
Mort en février 2016 à Vilnius, Saulius Sondeckis est enterré dans le cimetière d'Antakalnis.

## Discographie sélective
- Trisagion d'Arvo Pärt sur le disque Litany chez ECM (1996)